# Giovanni Battista Brusin
Giovanni Battista Brusin (Aquileia, 7 ottobre 1883 – Aquileia, 30 dicembre 1976) è stato uno storico e archeologo italiano.

## Biografia
Nato nel 1883, studiò a Innsbruck, Graz. Si specializzò in epigrafia a Vienna con Eugen Bormann. Dopo alcuni anni durante i quali insegnò latino e greco a Trieste, divenne, nel 1922,  direttore del Museo archeologico nazionale di Aquileia, città dove diede inizio agli scavi che avrebbero portato alla luce il foro, la via sacra e il porto.
Nel 1936 fu nominato Soprintendente alle Antichità di Padova; insegnò anche nella locale università.
Autore di diversi studi e di alcuni testi, alcuni ristampati postumi.
Nel 1952 si trasferì nuovamente ad Aquileia, sua città natale, dove visse fino alla morte, avvenuta nel 1976.

## Pubblicazioni
- Aquileia, Roma: s.n., 1928 (ristampa Udine, 2000)
- Inscriptiones Aquileiae (Vol. 1-3), Udine (1991-1993)
- Führer durch Aquileia, Padova (1978)
- Kleiner Führer durch Aquileia und Grado, Padova, 1956 (ristampa 1961)
- Monumenti romani e cristiani di Iulia Concordia (con Paolo Lino Zovatto, e Daniele Antonini) Pordenone (1960)
- Monumenti paleocristiani di Aquileia e Grado (con Paolo Lino Zovatto) Udine (1957)
- Il mosaico pavimentale della Basilica di Aquileia e i suoi ritratti, Roma, Accademia nazionale dei lincei, 1968 (ristampa da Rendiconti della Classe di Scienze morali, storiche e filologiche, 1967)